# Peter Schuck
Peter Schuck (* 5. Mai 1940; † 10. September 2022) war ein deutscher theoretischer Kernphysiker.
Schuck studierte an der TU München. Er war Professor und Forschungsdirektor des CNRS am Institut für Kernphysik (IPN) der Universität Paris-Süd in Orsay und an der Universität Grenoble. Darüber hinaus war er dem CNRS-Institut für die Physik Kondensierter Medien (LPMMC) affiliiert.
Neben kernphysikalischer Vielteilchentheorie (worüber er ein Standardwerk mit Peter Ring schrieb) untersuchte er auch Vielteilchenprobleme der Festkörperphysik und Bose-Einstein-Kondensation. In jüngerer Zeit befasste er sich mit Alphateilchen-Clustern in der Kernphysik.
Am Institut für Kernphysik und für kondensierte Materie erhielt er 2004 den Prix Gay-Lussac-Humboldt. Für 2018 wurden ihm und Peter Ring der Lise-Meitner-Preis zugesprochen.

## Schriften
- German Baumgärtner, Peter Schuck: Kernmodelle (= BI-Hochschultaschenbücher. 203/203a*). Bibliographisches Institut, Mannheim ; Zürich 1968.
- Peter Ring, Peter Schuck: The Nuclear Many-Body Problem (= Theoretical and Mathematical Physics). Springer, Berlin Heidelberg 2004, ISBN 978-3-540-21206-5 (englisch, archive.org [abgerufen am 3. März 2025] Originaltitel: id. 1980.).